# Tour de Ski 2016
Tour de Ski 2016 genomfördes den 1 till 10 januari 2016. Touren ingick i världscupen.
Årets upplaga av Tour de Ski var den tionde i ordningen, och bestod av totalt åtta lopp som kördes i tre olika länder. Vinnarna korades som vanligt efter den sista etappens karaktäristiska klättring uppför slalombacken Alpe Cermis i Val di Fiemme i italienska alperna.
På grund av snöbrist i tyska Oberstdorf kunde inte touren genomföras helt enligt planerna utan den planerade skiathlon-etappen ersattes med masstartstävlingar i klassisk stil.
Regerande segrare från 2015 är Marit Bjørgen och Petter Northug, båda från Norge. Årets upplaga vanns av Therese Johaug och Martin Johnsrud Sundby.

## Tävlingsprogram
(K): Klassisk stil

(F): Fristil
| Datum      | Gren                           | Gren                           | Plats         |
| Datum      | Damer                          | Herrar                         | Plats         |
| ---------- | ------------------------------ | ------------------------------ | ------------- |
| 1 januari  | Sprint (F)                     | Sprint (F)                     | Lenzerheide   |
| 2 januari  | 15 km masstart (K)             | 30 km masstart (K)             | Lenzerheide   |
| 3 januari  | 5 km jaktstart (F)             | 10 km jaktstart (F)            | Lenzerheide   |
| 5 januari  | Sprint (K)                     | Sprint (K)                     | Oberstdorf    |
| 6 januari  | 10 km masstart (K)             | 15 km masstart (K)             | Oberstdorf    |
| 8 januari  | 5 km intervallstart (F)        | 10 km intervallstart (F)       | Toblach       |
| 9 januari  | 10 km masstart (K)             | 15 km masstart (K)             | Val di Fiemme |
| 10 januari | 9 km jaktstart (klättring) (F) | 9 km jaktstart (klättring) (F) | Val di Fiemme |

## Etapp 1
Lenzerheide, Schweiz – 1 januari 2016
| Pl. | Namn                       | Finaltid | VC-poäng |
| --- | -------------------------- | -------- | -------- |
| 1   | Maiken Caspersen Falla     | 3.06,70  | 50       |
| 2   | Ida Ingemarsdotter         | + 0,40   | 46       |
| 3   | Ingvild Flugstad Østberg   | + 0,54   | 43       |
| 4   | Sophie Caldwell            | + 1,03   | 40       |
| 5   | Astrid Uhrenholdt Jacobsen | + 1,09   | 37       |
| 6   | Stina Nilsson              | + 2,33   | 34       |
| 7   | Sadie Bjornsen             | –        | 32       |
| 8   | Jessie Diggins             | –        | 30       |
| 9   | Hanna Kolb                 | –        | 28       |
| 10  | Vesna Fabjan               | –        | 26       |

| Pl. | Namn                       | Tid    |
| --- | -------------------------- | ------ |
| 1   | Maiken Caspersen Falla     | 2.08,7 |
| 2   | Ingvild Flugstad Østberg   | + 3,8  |
| 3   | Ida Ingemarsdotter         | + 4,2  |
| 4   | Sophie Caldwell            | + 10,8 |
| 5   | Astrid Uhrenholdt Jacobsen | + 15,8 |

| Pl. | Namn                       | s  |
| --- | -------------------------- | -- |
| 1   | Maiken Caspersen Falla     | 60 |
| 2   | Ida Ingemarsdotter         | 56 |
| 3   | Ingvild Flugstad Østberg   | 52 |
| 4   | Sophie Caldwell            | 48 |
| 5   | Astrid Uhrenholdt Jacobsen | 44 |

| Pl. | Namn                       | Tid    |
| --- | -------------------------- | ------ |
| 1   | Maiken Caspersen Falla     | 2.08,7 |
| 2   | Ingvild Flugstad Østberg   | + 3,8  |
| 3   | Ida Ingemarsdotter         | + 4,2  |
| 4   | Sophie Caldwell            | + 10,8 |
| 5   | Astrid Uhrenholdt Jacobsen | + 15,8 |

| Pl. | Namn                       | s  |
| --- | -------------------------- | -- |
| 1   | Maiken Caspersen Falla     | 60 |
| 2   | Ida Ingemarsdotter         | 56 |
| 3   | Ingvild Flugstad Østberg   | 52 |
| 4   | Sophie Caldwell            | 48 |
| 5   | Astrid Uhrenholdt Jacobsen | 44 |

| Pl. | Namn                   | Finaltid | VC-poäng |
| --- | ---------------------- | -------- | -------- |
| 1   | Federico Pellegrino    | 2.43,14  | 50       |
| 2   | Sergej Ustiugov        | + 0,40   | 46       |
| 3   | Finn Hågen Krogh       | + 1,25   | 43       |
| 4   | Martin Johnsrud Sundby | + 10,09  | 40       |
| 5   | Emil Jönsson           | + 12,27  | 37       |
| 6   | Dario Cologna          | + 59,01  | 34       |
| 7   | Petter Northug         | –        | 32       |
| 8   | Renaud Jay             | –        | 30       |
| 9   | Sebastian Eisenlauer   | –        | 28       |
| 10  | Didrik Tønseth         | –        | 26       |

| Pl. | Namn                   | Tid    |
| --- | ---------------------- | ------ |
| 1   | Federico Pellegrino    | 1.45,9 |
| 2   | Sergej Ustiugov        | + 6,6  |
| 3   | Finn Hågen Krogh       | + 11,6 |
| 4   | Martin Johnsrud Sundby | + 15,3 |
| 5   | Emil Jönsson           | + 20,5 |

| Pl. | Namn                   | s  |
| --- | ---------------------- | -- |
| 1   | Federico Pellegrino    | 60 |
| 2   | Sergej Ustiugov        | 56 |
| 3   | Finn Hågen Krogh       | 52 |
| 4   | Martin Johnsrud Sundby | 48 |
| 5   | Emil Jönsson           | 44 |

| Pl. | Namn                   | Tid    |
| --- | ---------------------- | ------ |
| 1   | Federico Pellegrino    | 1.45,9 |
| 2   | Sergej Ustiugov        | + 6,6  |
| 3   | Finn Hågen Krogh       | + 11,6 |
| 4   | Martin Johnsrud Sundby | + 15,3 |
| 5   | Emil Jönsson           | + 20,5 |

| Pl. | Namn                   | s  |
| --- | ---------------------- | -- |
| 1   | Federico Pellegrino    | 60 |
| 2   | Sergej Ustiugov        | 56 |
| 3   | Finn Hågen Krogh       | 52 |
| 4   | Martin Johnsrud Sundby | 48 |
| 5   | Emil Jönsson           | 44 |

## Etapp 2
Lenzerheide, Schweiz – 2 januari 2016
| Pl. | Namn                     | Tid      | VC-poäng |
| --- | ------------------------ | -------- | -------- |
| 1   | Therese Johaug           | 41.26,4  | 50       |
| 2   | Ingvild Flugstad Østberg | + 37,9   | 46       |
| 3   | Heidi Weng               | + 1.16,2 | 43       |
| 4   | Anne Kyllönen            | + 1.32,7 | 40       |
| 5   | Kerttu Niskanen          | + 1.32,9 | 37       |
| 6   | Charlotte Kalla          | + 1.33,6 | 34       |
| 7   | Laura Mononen            | + 2.19,2 | 32       |
| 8   | Teresa Stadlober         | + 2.21,6 | 30       |
| 9   | Ragnhild Haga            | + 2.23,9 | 28       |
| 10  | Krista Pärmäkoski        | + 2.30,7 | 26       |

| Pl. | Namn                     | Tid      |
| --- | ------------------------ | -------- |
| 1   | Therese Johaug           | 43.38,3  |
| 2   | Ingvild Flugstad Østberg | + 4,5    |
| 3   | Heidi Weng               | + 1.45,2 |
| 4   | Charlotte Kalla          | + 2.12,0 |
| 5   | Anne Kyllönen            | + 2.17,8 |

| Pl. | Namn                       | s  |
| --- | -------------------------- | -- |
| 1   | Ingvild Flugstad Østberg   | 86 |
| 2   | Therese Johaug             | 61 |
| 3   | Ida Ingemarsdotter         | 56 |
| 4   | Astrid Uhrenholdt Jacobsen | 52 |
| 5   | Sophie Caldwell            | 48 |

| Pl. | Namn                     | Tid      |
| --- | ------------------------ | -------- |
| 1   | Therese Johaug           | 43.38,3  |
| 2   | Ingvild Flugstad Østberg | + 4,5    |
| 3   | Heidi Weng               | + 1.45,2 |
| 4   | Charlotte Kalla          | + 2.12,0 |
| 5   | Anne Kyllönen            | + 2.17,8 |

| Pl. | Namn                       | s  |
| --- | -------------------------- | -- |
| 1   | Ingvild Flugstad Østberg   | 86 |
| 2   | Therese Johaug             | 61 |
| 3   | Ida Ingemarsdotter         | 56 |
| 4   | Astrid Uhrenholdt Jacobsen | 52 |
| 5   | Sophie Caldwell            | 48 |

| Pl. | Namn                   | Tid       | VC-poäng |
| --- | ---------------------- | --------- | -------- |
| 1   | Martin Johnsrud Sundby | 1.14.48,3 | 50       |
| 2   | Petter Northug         | + 34,6    | 46       |
| 3   | Didrik Tønseth         | + 35,1    | 43       |
| 4   | Sjur Røthe             | + 35,6    | 40       |
| 5   | Aleksej Poltoranin     | + 36,8    | 37       |
| 6   | Jevgenij Belov         | + 43,7    | 34       |
| 7   | Alex Harvey            | + 54,4    | 32       |
| 8   | Sergej Ustiugov        | + 1.01,6  | 30       |
| 9   | Finn Hågen Krogh       | + 1.15,6  | 28       |
| 10  | Aleksandr Bessmertnych | + 1.22,3  | 26       |

| Pl. | Namn                   | Tid       |
| --- | ---------------------- | --------- |
| 1   | Martin Johnsrud Sundby | 1.15.39,5 |
| 2   | Petter Northug         | + 1.18,4  |
| 3   | Didrik Tønseth         | + 1.30,6  |
| 4   | Sergej Ustiugov        | + 1.52,9  |
| 5   | Sjur Røthe             | + 2.05,7  |

| Pl. | Namn                   | s   |
| --- | ---------------------- | --- |
| 1   | Martin Johnsrud Sundby | 118 |
| 2   | Petter Northug         | 74  |
| 3   | Didrik Tønseth         | 66  |
| 4   | Sergej Ustiugov        | 66  |
| 5   | Federico Pellegrino    | 60  |

| Pl. | Namn                   | Tid       |
| --- | ---------------------- | --------- |
| 1   | Martin Johnsrud Sundby | 1.15.39,5 |
| 2   | Petter Northug         | + 1.18,4  |
| 3   | Didrik Tønseth         | + 1.30,6  |
| 4   | Sergej Ustiugov        | + 1.52,9  |
| 5   | Sjur Røthe             | + 2.05,7  |

| Pl. | Namn                   | s   |
| --- | ---------------------- | --- |
| 1   | Martin Johnsrud Sundby | 118 |
| 2   | Petter Northug         | 74  |
| 3   | Didrik Tønseth         | 66  |
| 4   | Sergej Ustiugov        | 66  |
| 5   | Federico Pellegrino    | 60  |

## Etapp 3
Lenzerheide, Schweiz – 3 januari 2016
| Pl. | Namn                     | Tid      | VC-poäng |
| --- | ------------------------ | -------- | -------- |
| 1   | Ingvild Flugstad Østberg | 13.02,3  | 50       |
| 2   | Therese Johaug           | + 9,3    | 46       |
| 3   | Heidi Weng               | + 2.03,6 | 43       |
| 4   | Charlotte Kalla          | + 2.30,8 | 40       |
| 5   | Anne Kyllönen            | + 2.37,2 | 37       |
| 6   | Kerttu Niskanen          | + 2.41,7 | 34       |
| 7   | Krista Pärmäkoski        | + 3.27,8 | 32       |
| 8   | Jessie Diggins           | + 3.27,9 | 30       |
| 9   | Sadie Bjornsen           | + 3.28,6 | 28       |
| 10  | Ragnhild Haga            | + 3.29,3 | 26       |

| Pl. | Namn                     | Tid     |
| --- | ------------------------ | ------- |
| 1   | Ingvild Flugstad Østberg | 12.57,8 |
| 2   | Therese Johaug           | + 13,8  |
| 3   | Ragnhild Haga            | + 18,7  |
| 4   | Laura Mononen            | + 18,9  |
| 5   | Heidi Weng               | + 22,9  |

| Pl. | Namn                     | Tid      |
| --- | ------------------------ | -------- |
| 1   | Ingvild Flugstad Østberg | 56.25,6  |
| 2   | Therese Johaug           | + 14,3   |
| 3   | Heidi Weng               | + 2.13,6 |
| 4   | Charlotte Kalla          | + 2.45,8 |
| 5   | Anne Kyllönen            | + 2.52,2 |

| Pl. | Namn                     | s   |
| --- | ------------------------ | --- |
| 1   | Ingvild Flugstad Østberg | 101 |
| 2   | Therese Johaug           | 71  |
| 3   | Ida Ingemarsdotter       | 56  |
| 4   | Sophie Caldwell          | 48  |
| 5   | Stina Nilsson            | 42  |

| Pl. | Namn                     | Tid      |
| --- | ------------------------ | -------- |
| 1   | Ingvild Flugstad Østberg | 56.25,6  |
| 2   | Therese Johaug           | + 14,3   |
| 3   | Heidi Weng               | + 2.13,6 |
| 4   | Charlotte Kalla          | + 2.45,8 |
| 5   | Anne Kyllönen            | + 2.52,2 |

| Pl. | Namn                     | s   |
| --- | ------------------------ | --- |
| 1   | Ingvild Flugstad Østberg | 101 |
| 2   | Therese Johaug           | 71  |
| 3   | Ida Ingemarsdotter       | 56  |
| 4   | Sophie Caldwell          | 48  |
| 5   | Stina Nilsson            | 42  |

| Pl. | Namn                   | Tid      | VC-poäng |
| --- | ---------------------- | -------- | -------- |
| 1   | Martin Johnsrud Sundby | 21.44,7  | 50       |
| 2   | Petter Northug         | + 1.25,2 | 46       |
| 3   | Finn Hågen Krogh       | + 1.50,2 | 43       |
| 4   | Sergej Ustiugov        | + 1.50,2 | 40       |
| 5   | Sjur Røthe             | + 1.52,9 | 37       |
| 6   | Didrik Tønseth         | + 1.54,7 | 34       |
| 7   | Aleksej Poltoranin     | + 2.32,3 | 32       |
| 8   | Dario Cologna          | + 2.32,9 | 30       |
| 9   | Alex Harvey            | + 2.35,0 | 28       |
| 10  | Jevgenij Belov         | + 2.35,1 | 26       |

| Pl. | Namn                 | Tid     |
| --- | -------------------- | ------- |
| 1   | Finn Hågen Krogh     | 21.20,0 |
| 2   | Aleksandr Legkov     | + 8,5   |
| 3   | Dario Cologna        | + 9,2   |
| 4   | Hans Christer Holund | + 11,1  |
| 5   | Sjur Røthe           | + 11,9  |

| Pl. | Namn                   | Tid       |
| --- | ---------------------- | --------- |
| 1   | Martin Johnsrud Sundby | 1.37.09,2 |
| 2   | Petter Northug         | + 1.30,2  |
| 3   | Finn Hågen Krogh       | + 2.00,2  |
| 4   | Sergej Ustiugov        | + 2.05,2  |
| 5   | Sjur Røthe             | + 2.07,9  |

| Pl. | Namn                   | s   |
| --- | ---------------------- | --- |
| 1   | Martin Johnsrud Sundby | 133 |
| 2   | Petter Northug         | 84  |
| 3   | Didrik Tønseth         | 66  |
| 4   | Sergej Ustiugov        | 66  |
| 5   | Finn Hågen Krogh       | 64  |

| Pl. | Namn                   | Tid       |
| --- | ---------------------- | --------- |
| 1   | Martin Johnsrud Sundby | 1.37.09,2 |
| 2   | Petter Northug         | + 1.30,2  |
| 3   | Finn Hågen Krogh       | + 2.00,2  |
| 4   | Sergej Ustiugov        | + 2.05,2  |
| 5   | Sjur Røthe             | + 2.07,9  |

| Pl. | Namn                   | s   |
| --- | ---------------------- | --- |
| 1   | Martin Johnsrud Sundby | 133 |
| 2   | Petter Northug         | 84  |
| 3   | Didrik Tønseth         | 66  |
| 4   | Sergej Ustiugov        | 66  |
| 5   | Finn Hågen Krogh       | 64  |

## Etapp 4
Oberstdorf, Tyskland – 5 januari 2016
| Pl. | Namn                     | Finaltid | VC-poäng |
| --- | ------------------------ | -------- | -------- |
| 1   | Sophie Caldwell          | 2.46,38  | 50       |
| 2   | Heidi Weng               | + 0,10   | 46       |
| 3   | Ingvild Flugstad Østberg | + 0,80   | 43       |
| 4   | Ida Ingemarsdotter       | + 3,95   | 40       |
| 5   | Therese Johaug           | + 4,71   | 37       |
| 6   | Stina Nilsson            | + 27,43  | 34       |
| 7   | Sandra Ringwald          | –        | 32       |
| 8   | Ragnhild Haga            | –        | 30       |
| 9   | Krista Pärmäkoski        | –        | 28       |
| 10  | Laura Mononen            | –        | 26       |

| Pl. | Namn                     | Tid      |
| --- | ------------------------ | -------- |
| 1   | Ingvild Flugstad Østberg | 58.11,7  |
| 2   | Therese Johaug           | + 30,1   |
| 3   | Heidi Weng               | + 2.16,3 |
| 4   | Anne Kyllönen            | + 3.19,6 |
| 5   | Charlotte Kalla          | + 3.37,7 |

| Pl. | Namn                     | s   |
| --- | ------------------------ | --- |
| 1   | Ingvild Flugstad Østberg | 153 |
| 2   | Therese Johaug           | 115 |
| 3   | Sophie Caldwell          | 108 |
| 4   | Ida Ingemarsdotter       | 104 |
| 5   | Heidi Weng               | 93  |

| Pl. | Namn                     | Tid      |
| --- | ------------------------ | -------- |
| 1   | Ingvild Flugstad Østberg | 58.11,7  |
| 2   | Therese Johaug           | + 30,1   |
| 3   | Heidi Weng               | + 2.16,3 |
| 4   | Anne Kyllönen            | + 3.19,6 |
| 5   | Charlotte Kalla          | + 3.37,7 |

| Pl. | Namn                     | s   |
| --- | ------------------------ | --- |
| 1   | Ingvild Flugstad Østberg | 153 |
| 2   | Therese Johaug           | 115 |
| 3   | Sophie Caldwell          | 108 |
| 4   | Ida Ingemarsdotter       | 104 |
| 5   | Heidi Weng               | 93  |

| Pl. | Namn                   | Finaltid | VC-poäng |
| --- | ---------------------- | -------- | -------- |
| 1   | Emil Iversen           | 2.25,21  | 50       |
| 2   | Sergej Ustiugov        | + 1,03   | 46       |
| 3   | Aleksej Poltoranin     | + 1,40   | 43       |
| 4   | Martin Johnsrud Sundby | + 4,86   | 40       |
| 5   | Petter Northug         | + 10,32  | 37       |
| 6   | Sebastian Eisenlauer   | + 14,19  | 34       |
| 7   | Oskar Svensson         | –        | 32       |
| 8   | Ristomatti Hakola      | –        | 30       |
| 9   | Anssi Pentsinen        | –        | 28       |
| 10  | Len Väljas             | –        | 26       |

| Pl. | Namn                   | Tid       |
| --- | ---------------------- | --------- |
| 1   | Martin Johnsrud Sundby | 1.38.48,3 |
| 2   | Petter Northug         | + 1.33,6  |
| 3   | Sergej Ustiugov        | + 1.56,9  |
| 4   | Finn Hågen Krogh       | + 2.13,4  |
| 5   | Aleksej Poltoranin     | + 2.40,9  |

| Pl. | Namn                   | s   |
| --- | ---------------------- | --- |
| 1   | Martin Johnsrud Sundby | 181 |
| 2   | Petter Northug         | 128 |
| 3   | Sergej Ustiugov        | 122 |
| 4   | Finn Hågen Krogh       | 96  |
| 5   | Sebastian Eisenlauer   | 78  |

| Pl. | Namn                   | Tid       |
| --- | ---------------------- | --------- |
| 1   | Martin Johnsrud Sundby | 1.38.48,3 |
| 2   | Petter Northug         | + 1.33,6  |
| 3   | Sergej Ustiugov        | + 1.56,9  |
| 4   | Finn Hågen Krogh       | + 2.13,4  |
| 5   | Aleksej Poltoranin     | + 2.40,9  |

| Pl. | Namn                   | s   |
| --- | ---------------------- | --- |
| 1   | Martin Johnsrud Sundby | 181 |
| 2   | Petter Northug         | 128 |
| 3   | Sergej Ustiugov        | 122 |
| 4   | Finn Hågen Krogh       | 96  |
| 5   | Sebastian Eisenlauer   | 78  |

## Etapp 5
Oberstdorf, Tyskland - 6 januari 2016
| Pl. | Namn                       | Tid     |
| --- | -------------------------- | ------- |
| 1   | Aleksej Poltoranin (KAZ)   | 35:35.9 |
| 2   | Dario Cologna (SUI)        | +0.1    |
| 3   | Francesco de Fabiani (ITA) | +0.6    |
| 4   | Niklas Dyrhaug (NOR)       | +0.7    |
| 5   | Didrik Tønseth (NOR)       | +1.3    |

| Pl. | Namn                           | Tid     |
| --- | ------------------------------ | ------- |
| 1   | Therese Johaug (NOR)           | 26:37.6 |
| 2   | Ingvild Flugstad Østberg (NOR) | +9,9    |
| 3   | Heidi Weng (NOR)               | +19,7   |
| 4   | Ragnhild Haga (NOR)            | +1.12,0 |
| 5   | Anne Kyllönen (FIN)            | +1.12,7 |

## Etapp 6
Toblach, Italien - 8 januari 2016
| Pl. | Namn                         | Tid     |
| --- | ---------------------------- | ------- |
| 1   | Finn Hågen Krogh (NOR)       | 22.07,8 |
| 2   | Martin Johnsrud Sundby (NOR) | +3,6    |
| 3   | Maurice Manificat (FRA)      | +14,6   |
| 4   | Sergej Ustiugov (RUS)        | +16,0   |
| 5   | Hans Christer Holund (NOR)   | +18,0   |

| Pl. | Namn                           | Tid     |
| --- | ------------------------------ | ------- |
| 1   | Jessie Diggins (USA)           | 13.15,5 |
| 2   | Heidi Weng (NOR)               | +0,9    |
| 3   | Ingvild Flugstad Østberg (NOR) | +1,5    |
| 4   | Ragnhild Haga (NOR)            | +8,4    |
| 5   | Therese Johaug (NOR)           | +9,6    |

## Etapp 7
Val di Fiemme, Italien - 9 januari 2016
| Pl. | Namn                         | Tid     |
| --- | ---------------------------- | ------- |
| 1   | Martin Johnsrud Sundby (NOR) | 39.55,2 |
| 2   | Niklas Dyrhaug (NOR)         | +7,7    |
| 3   | Aleksej Poltoranin (KAZ)     | +12,6   |
| 4   | Francesco de Fabiani (ITA)   | +30,2   |
| 5   | Finn Hågen Krogh (NOR)       | +30,9   |

| Pl. | Namn                           | Tid     |
| --- | ------------------------------ | ------- |
| 1   | Heidi Weng (NOR)               | 29.16,3 |
| 2   | Ingvild Flugstad Østberg (NOR) | +0,8    |
| 3   | Therese Johaug (NOR)           | +6,2    |
| 4   | Krista Pärmäkoski (FIN)        | +17,4   |
| 5   | Charlotte Kalla (SWE)          | +55,1   |

## Etapp 8
Val di Fiemme, Italien - 10 januari 2016
| Pl. | Namn                         | Tid     |
| --- | ---------------------------- | ------- |
| 1   | Martin Johnsrud Sundby (NOR) | 30.47,0 |
| 2   | Robin Duvillard (FRA)        | +7,2    |
| 3   | Matti Heikkinen (FIN)        | +11,8   |
| 4   | Finn Hågen Krogh (NOR)       | +14,3   |
| 5   | Jevgenij Belov (RUS)         | +18,9   |

| Pl. | Namn                    | Tid     |
| --- | ----------------------- | ------- |
| 1   | Therese Johaug (NOR)    | 33.14,8 |
| 2   | Heidi Weng (NOR)        | +1.25,9 |
| 3   | Elizabeth Stephen (USA) | +1.29,5 |
| 4   | Ragnhild Haga (NOR)     | +1.36,2 |
| 5   | Charlotte Kalla (SWE)   | +1.38,1 |